# Brachionus macrocanthus
Brachionus macrocanthus is een raderdiertjessoort uit de familie Brachionidae. De wetenschappelijke naam van deze soort is voor het eerst geldig gepubliceerd in 1912 door Jakubski.